# Viabilidad fetal
La viabilidad fetal es la capacidad de un feto humano para sobrevivir fuera del útero . Generalmente se considera que la viabilidad fetal comienza a las 23 o 24 semanas de edad gestacional; a las 23 semanas, el 55 % de los bebés sobrevive un parto prematuro, mientras que aproximadamente el 60–70 % sobrevive a las 24 semanas en los Estados Unidos.

## Viabilidad médica
Generalmente se considera que la viabilidad fetal comienza a las 23 o 24 semanas de edad gestacional en los Estados Unidos. Según un estudio de la Universidad Stanford sobre bebés nacidos entre el 2013 y el 2018, a las 23 semanas, el 55 % de los bebés sobreviven a un parto prematuro. La Universidad de Utah afirma que alrededor del 60-70% de los bebés sobreviven a las 24 semanas de edad gestacional.

Etapas en el desarrollo prenatal, mostrando viabilidad y punto de 50% de posibilidades de supervivencia (límite de viabilidad) en la parte inferior. Semanas y meses numerados por gestación,

| Semanas completas de gestación al nacer | 21 y menos | 22    | 23     | 24     | 25     | 26     | 27   | 30   | 34   |
| Posibilidad de supervivencia            | <1%        | 0-10% | 10-35% | 40–70% | 50–80% | 80–90% | >90% | >95% | >98% |

## Período de viabilidad
Las creencias sobre la viabilidad varían según el país. Las decisiones médicas con respecto a la reanimación de bebés extremadamente prematuros (EPI) que se consideran en la "zona gris" suelen tener en cuenta el peso y la edad gestacional, así como las opiniones de los padres. Un estudio de 2018 mostró que había una diferencia significativa entre países en lo que se consideraba la "zona gris": la "zona gris" se consideraba 22,0–22,6/23 semanas en Suecia, 23,0–23,6/24 semanas en el Reino Unido y 24,0–25,6/26 semanas en Holanda. Si el feto se encuentra en el período de viabilidad puede tener ramificaciones legales en lo que se refiere a los derechos de protección del feto. Tradicionalmente, el período de viabilidad se refiere al período posterior a la vigésima octava semana.

## Factores que influyen en la probabilidad de supervivencia
Hay varios factores que afectan la probabilidad de supervivencia del bebé. Dos factores notables son la edad y el peso. La edad gestacional del bebé (número de semanas completas de embarazo) en el momento del nacimiento y el peso del bebé (también una medida del crecimiento) influyen en la supervivencia del bebé. Otro factor importante es el género: los bebés varones tienen un riesgo ligeramente mayor de morir que las hembras, para lo cual se han propuesto varias explicaciones.